# بنجامين برادو
بنجامين برادو (بالإسبانية: Benjamín Prado)‏ هو شاعر إسباني، ولد في 13 يوليو 1961 في مدريد في إسبانيا.

## وصلات خارجية
- بنجامين برادو على موقع ميوزك برينز (الإنجليزية)